# Organisation du traité de coopération amazonienne
L’organisation du traité de coopération amazonienne (OTCA ; en portugais : Organição do Tratado de Cooperação Amazônica ; en espagnol : Organización del Tratado de Cooperación Amazónica ; en néerlandais : Organisatie van de Overeenkomst voor Amazonische Samenwerking, OOAS ; en anglais : Amazon Cooperation Treaty Organization, ACTO) est une organisation internationale regroupant huit États américains ayant en commun la forêt amazonienne. L'organisation est basée à Brasilia, la capitale du Brésil.

## Membres
Les huit pays membres sont : 
- Bolivie
- Brésil
- Colombie
- Équateur
- Guyana
- Pérou
- Suriname
- Venezuela

## Histoire
Le traité de coopération amazonienne est signé entre ces huit états le 3 juillet 1978 dans le but de préserver la forêt amazonienne et de gérer ses richesses de manière rationnelle. L'OTCA est créée en 1995 pour appliquer les objectifs du traité.
Réunis en sommet, les pays membres annoncent la création de l'Alliance amazonienne de combat contre la déforestation le 8 août 2023 qui vise a éradiquer la déforestation du bassin amazonien d'ici 2030.